# إمبراطورية واري
كانت إمبراطورية واري بنية سياسية ظهرت حوالي 600 بعد الميلاد في المرتفعات الوسطى في بيرو واستمرت نحو 500 عام حتى 1100 م. وقد ظهرت في نفس الوقت تقريبًا مع ظهور ثقافة تيواناكو وكان يُعتقد في وقت ما أنها مشتقة منها. في عام 2008، وجد علماء الآثار مدينة ما قبل التاريخ (أطلال واري الشمالية) والتي تسمى أيضًا بسيرو باتابو بالقرب من تشيكلايو الحديثة. كان هذا الاكتشاف أول ما أظهر مستوطنة واسعة تتعلق بثقافة الواري في أقصى الشمال وأثبت أن لديهم نفوذًا طويلاً.

## نقاش حول ما إذا كان يجب تسميتها «إمبراطورية»
يناقش بعض الباحثين في هذا المجال ما إذا كان يمكن تسمية مجتمعات واري «إمبراطورية». فقد اقترحت عالمة الآثار روث شادي مثلا أنه من الأفضل اعتبار هذا المجتمع شبكةً اقتصاديةً فضفاضة لمراكز واري.
من العلماء الذين أكدوا أن هذا المجتمع يعتبر إمبراطورية، ويليام إيسبل وكاثرين شرايبر ولويس لومبريراس. وقالوا إنها قد قامت بإنشاء شبكة واسعة من الطرق التي تربط بين مدن المقاطعات، فضلاً عن الهندسة المعمارية المعقدة والمميزة في مراكزها الرئيسية والتي كان بعضها واسع النطاق للغاية. كان على القادة القيام بالتخطيط لهذه الهندسيات وتنظيم كميات كبيرة من العمالة لإنجاز مثل هذه المشاريع.
يعد اكتشاف القبر الملكي الإمبراطوري (إل كاستيلو دي هوارمي)  والذي تم اكتشافه في أوائل عام 2013  دليلاً على الثروة المادية والسلطة السياسية التي مارستها إمبراطورية واري لعدة قرون. مع اكتشاف جثث ثلاث نساء من العائلية الملكية وثروتهن الدفينة بالإضافة إلى الستين جثة المصاحبة لهم، تظهر لنا ثقافة غنية بالثروة المادية والسلطة السياسية والجهاز الإداري لتوفير تبجيل ممتد للموتى من العائلة الملكية.

## العلاقات السياسية
كانت إمبراطورية واري دولة من الجيل الثاني في منطقة الأنديز. وقد سبقتها إمبراطورية وتيواناكو، والتي تعد الجيل الأول من ولاية موتشي. مارست إمبراطورية واري سياسة السماح للقادة المحليين للأراضي المأخوذة حديثًا بالاحتفاظ على السيطرة على مناطقهم إذا وافقوا على الانضمام إلى إمبراطورية واري وطاعة واري وهذا من اجل هدف التوسع لابتلاع الأنظمة السياسية الجديدة. فرضت إمبراطورية الواري عمل الميتا (عمالة عامة غير متبادلة للدولة) على مواطنيها كشكل من أشكال الجزية. شارك عمال ميتا في تشييد المباني في عاصمة واري وفي المحافظات.
شبه عالم الآثار جويس ماركوس العلاقات السياسية بين واري وتيواناكو بالعلاقة بين الولايات المتحدة والاتحاد السوفيتي خلال الحرب الباردة، إذ لم تخض الإمبراطوريتان حربًا مع بعضهما البعض خوفًا من التدمير المتبادل. اجتمعت الإمبراطوريتان في موكيغوا، حيث تعايش سكان الواري و التيوانكو دون صراعات.

## الإدارة
لربما كانت إمبراطورية الواري سلطة تنظيمية وإدارية كبيرة، إلا أنه لا يزال من غير الواضح كيف كانت أصول أشكالها السياسية والفنية. تشير الدلائل المستجدة إلى أن التكوينات الأيدولوجية لحضارتي الواري والتوانكو يمكن إرجاعها لمدينة بوكارا، والتي تعتبر حضارة مبكرة في الفترة الانتقالية تقع في شمال بحيرة تيتيكاكا عوضا عن إرجاعها إلى سمات إمبراطورية  تيوانكو التي كانت منتشرة في الشمال. ويبدو أن النظام السياسي لها قد نجا حتى 1100 بعد الميلاد عندها  قد انهار على الأرجح نتيجة للتغير البيئي والضغوط الاجتماعية والسياسية الداخلية.